# Old Bill
Old Bill è personaggio immaginario creato fra il 1914 e il 1915 dal fumettista Bruce Bairnsfather. Il personaggio veniva raffigurato come un vecchio "Tommy", nome gergale con il quale ci si riferiva ai soldati inglesi, con pipa fumante e baffi da tricheco. Raggiunse grande popolarità durante la prima guerra mondiale fra le truppe britanniche insieme al suo commilitone Alphie erano truppe private della British Expeditionary Force. Al personaggio venne ispirato un musical di successo nel 1917 e a due lungometraggi.

## Genesi del personaggio
Varie ipotesi vennero avanzate su chi fosse stata l'ispirazione per il personaggio, ma quella più probabile sembra essere Thomas Henry Rafferty, un caporale di Birmingham nel reggimento di Bairnsfather, i Royal Warwickshires, che rimase ucciso nella stessa azione che rese invalido Bairnsfather nell'aprile 1915. Una foto di Rafferty scattata da Bairnsfather venne pubblicata sul Weekly Dispatch del 1917, dove venne definito "Old Bill".

## Altri media
Cinema
- Old Bill (1919): lungometraggio britannico muto con Charles Rocket nella parte del protagonista.
- Old Bill (1926): lungometraggio prodotto dalla Warner Bros. con Syd Chaplin nella parte del protagonista.

- Old Bill and Son (1941): lungometraggio britannico nel quale la storia venne aggiornata alla seconda guerra mondiale con il protagonista arruolato nelle truppe britanniche in Francia.

Teatro
- The Better 'Ole (1917): musical che ha debuttato a Londra all'Oxford Music Hall,  dove venne replicato per oltre 800 volte, dove il personaggio venne interpretato da Arthur Bourchier[1]; venne rappresentato con successo anche a Broadway, con Charles Coburn nella parte del protagonista.
- Old Bill, M.P. (1922): il successo del musical del 1917 portò alla realizzazione di una opera in prosa che debuttò al Lyceum Theatre di Londra il 12 luglio 1922 e dove il protagonista venne interpretato da Edmund Gwenn e nella quale Bairnsfather recitò nella parte di se stesso;[2] venne replicata fino all'11 novembre 1922.[3]